# Telesto nuttingi
Telesto nuttingi is een zachte koraalsoort uit de familie Clavulariidae. De koraalsoort komt uit het geslacht Telesto. Telesto nuttingi werd in 1913 voor het eerst wetenschappelijk beschreven door Kükenthal. 